# Syzygium munronii
Syzygium munronii är en myrtenväxtart som först beskrevs av Robert Wight, och fick sitt nu gällande namn av Nambiyath Puthansurayil Balakrishnan. Syzygium munronii ingår i släktet Syzygium och familjen myrtenväxter. Inga underarter finns listade i Catalogue of Life.

## Bildgalleri

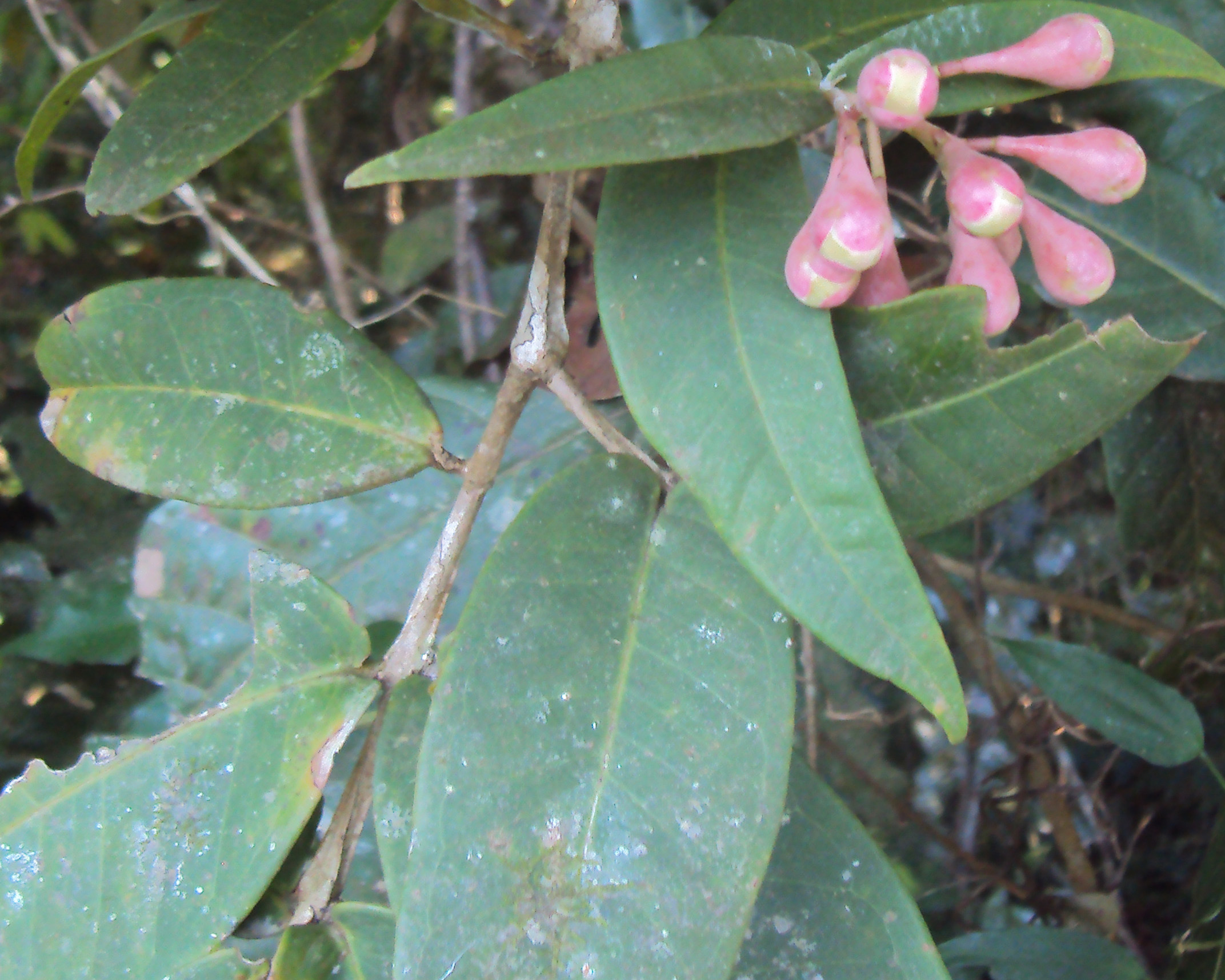
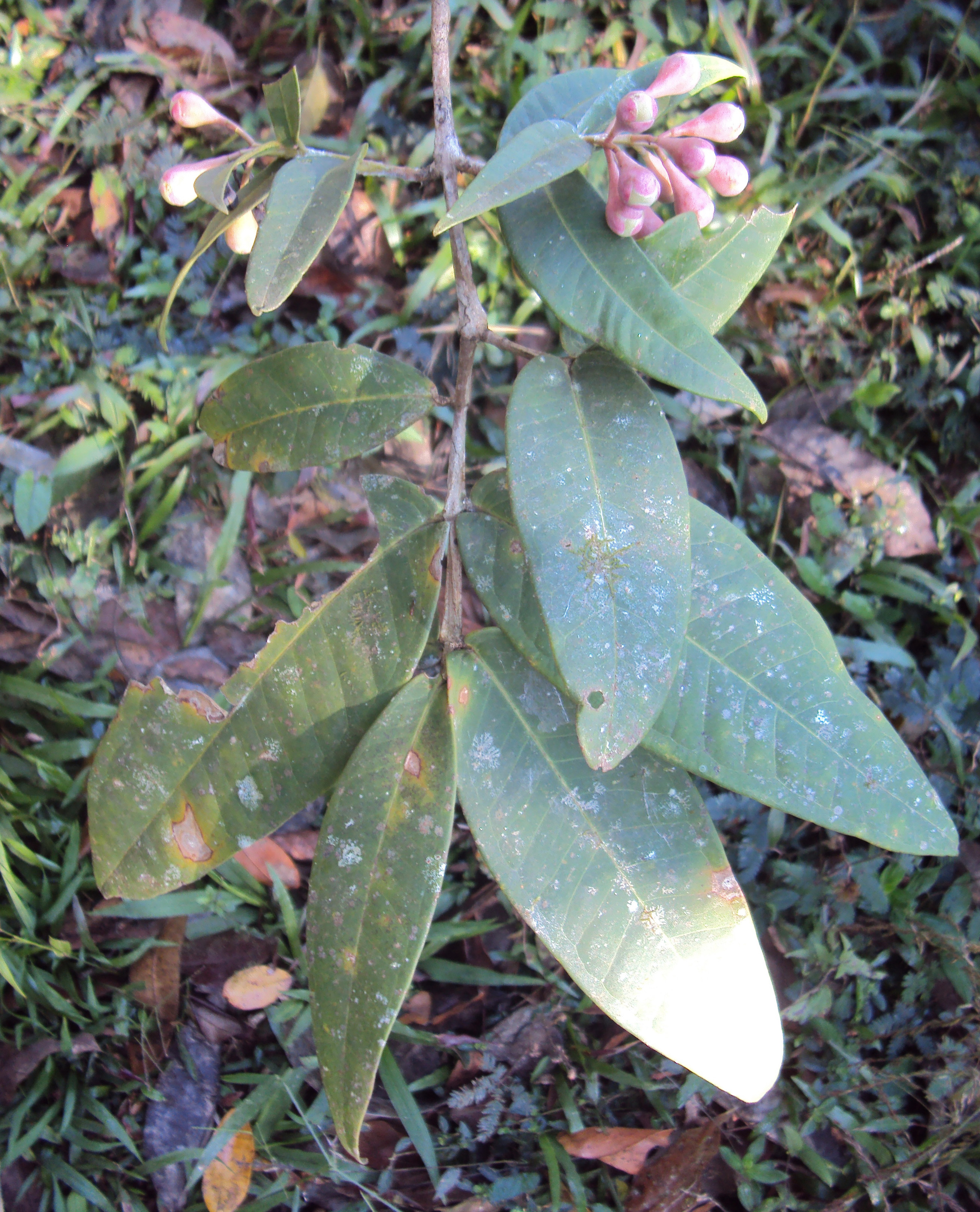
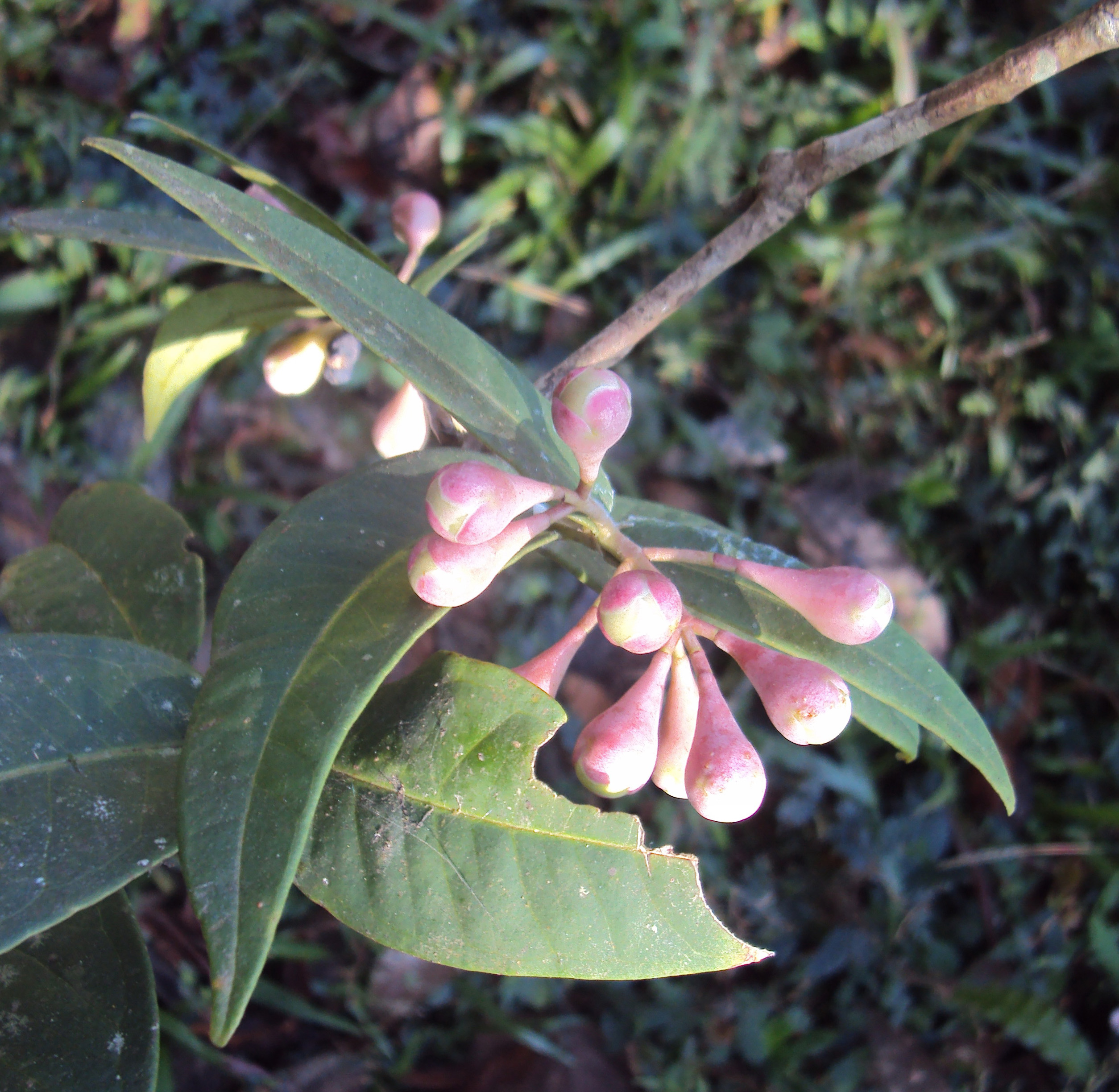
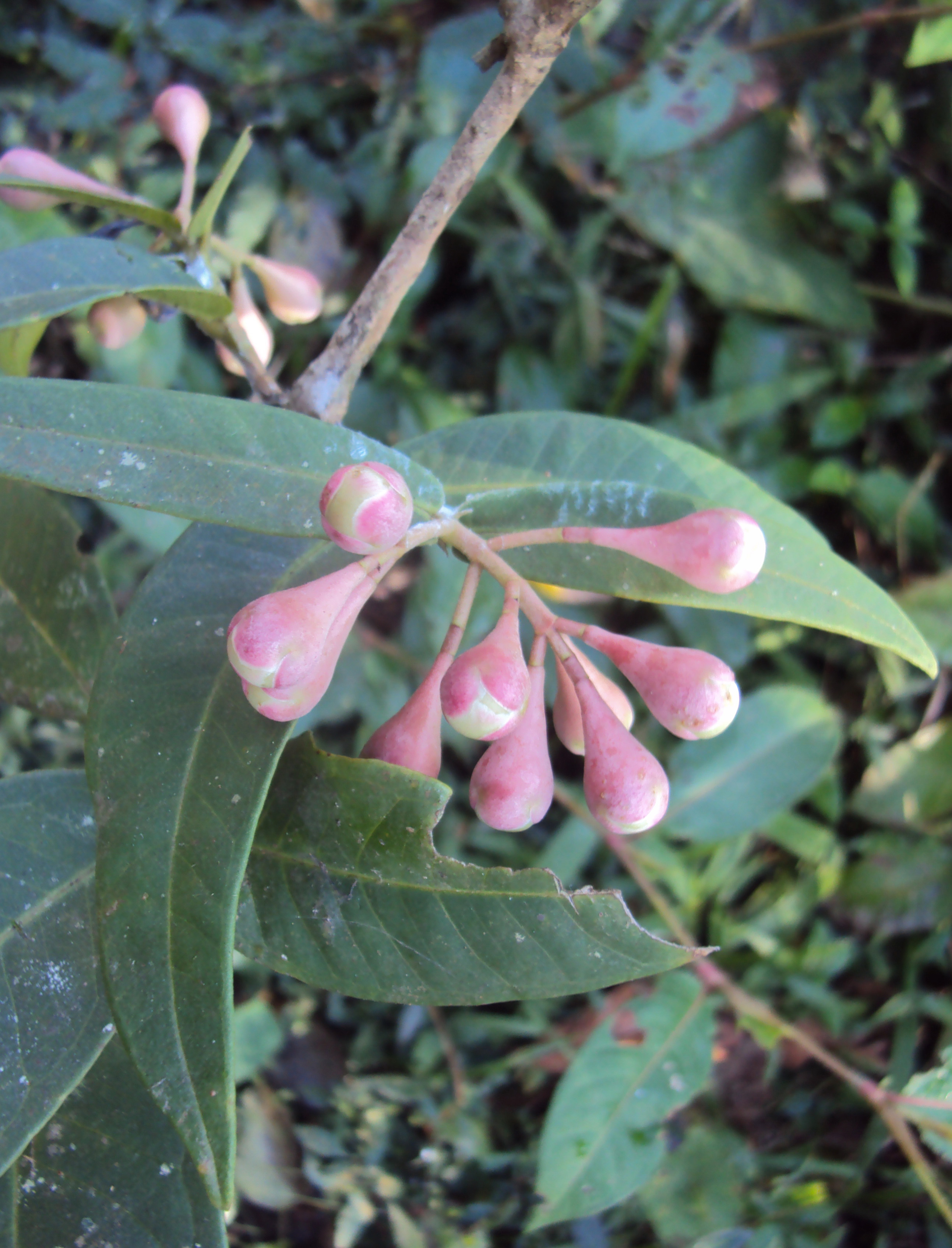